# 何瑾爵士夫人
何瑾爵士夫人·派翠絲雅（英語：Patricia, Lady Hogan，1918年11月5日—1995年4月6日），來自英國的香港慈善家和社交界名媛，香港首席按察司何瑾爵士的夫人，1968年參與創辦香港公益金，1968年至1969年出任公益金第四副會長，卸任後出任公益金副贊助人。
何瑾爵士夫婦在1946年結婚，1955年來港前，何瑾爵士夫人曾跟隨丈夫在阿丁、巴勒斯坦和馬來聯邦等地生活多年。在香港生活期間，她擔任不少公職，當中包括香港聖約翰救護會及救傷隊護士支隊分區總監和香港女童軍總會副會長等職。
何瑾爵士夫人十分關注香港的社會福利事務，曾於1964年至1965年擔任香港社會服務聯會主席，後來還與港督夫人戴麟趾爵士夫人率先提出設立一個「福利銀庫」的構思，有關構思經何瑾爵士夫人深入研究、組織和四出遊說下，終促成香港政府在1968年11月於立法局通過《香港公益金條例》，標誌著公益金的成立。

## 生平

### 早年生涯
何瑾爵士夫人本名派翠絲雅·加利福德（Patricia Galliford），1918年11月5日生於英國約克郡基斯堡（Guisborough），父親名叫托馬斯·加利福德（Thomas Galliford）。派翠絲雅早年受教於約克郡薩本（Saltburn）的塔樓學校（Towers School），其後隨家人移居達拉謨郡科克頓（Cockerton），於達靈頓的波林堂學校（Polam Hall School）繼續學業。
第二次世界大戰爆發後，她在1939年加入本土輔助軍（後改稱皇家婦女陸軍兵團）服役，期間被派往中東地區為軍方提供行政支援工作，至1945年大戰結束後以陸軍少校身份從軍中退役。

### 海外生涯
在1946年，派翠絲雅在阿丁殖民地（今也門）嫁給於當地任職律政司的何瑾，因而成為何瑾夫人。何瑾夫婦倆在中東服務時認識，而何瑾本身為愛爾蘭執業事務律師，1931年和1936年先後考取肯亞和愛爾蘭的執業大律師資格，隨後投身英國殖民地的司法服務行列。在1945年出任阿丁律政司以前，他曾在巴勒斯坦託管地先後擔任首席裁判司和政府律師等職。
嫁給何瑾後，何瑾夫人隨著丈夫的調遷，在不同的英國殖民地生活。在阿丁和巴勒斯坦生活一段短時間後，她在1950年跟隨升任法律政策專員的丈夫轉往馬來亞聯合邦生活，他的丈夫不久以後又在同年升任當地律政司一職。1951年10月6日，何瑾夫婦等聯合邦高官跟隨時任駐馬來亞聯合邦高級專員亨利·葛尼爵士夫婦前往彭亨佛雷澤山出席一個會議，途中葛尼夫婦乘坐的轎車遭到馬共伏擊，葛尼中槍身亡，當時何瑾夫婦乘坐的另一部轎車因為稍為落後，僥倖避過一劫。
葛尼殉職後，何瑾曾一度以署理高級專員身份主持大局，直到10月13日原本在英國休假的輔政司M·V·狄杜夫（M. V. del Tufo）提早返回馬來亞署任高級專員為止（新任高級專員傑拉德·鄧普勒爵士隨後在翌年1月履任）。在丈夫署任高級專員期間，何瑾夫人也短暫成為了署理高級專員夫人，並協助喪夫的葛尼爵士夫人從悲痛中恢復過來。何瑾夫婦在馬來亞生活前後五年，到1955年何瑾出任香港首席按察司，他們才轉往香港展開新的生活。1957年8月31日，馬來亞宣佈脫離英國獨立，何瑾夫婦還再一次回到當地出席獨立大典。

### 香港生涯
在香港擔任首席按察司的何瑾在1958年獲英廷冊封為下級勳位爵士，取得爵士頭銜，身為首席按察司夫人的派翠絲雅也因而正式成為何瑾爵士夫人。在香港生活期間，何瑾爵士夫人經常獲邀在不同的公開場合擔任主禮和頒獎嘉賓。此外，她又身兼不少社會公職，當中包括英國紅十字會香港分會會員、香港心理衛生會會員、香港聖約翰救傷會及救傷隊護士支隊分區總監、香港國際婦女會副會長、香港女童軍總會副會長、以及香港公教婦女會贊助人等。在聖約翰救傷會及救傷隊的工作，使她獲英廷頒授OStJ勳銜；而救傷會設立的何瑾爵士盃及何瑾爵士夫人盃，即以何瑾爵士夫婦命名。
何瑾爵士夫人對香港的社會福利事務尤其關注，除了參與不少社會公益活動外，更於1964年至1965年擔任香港社會服務聯會主席，協助協調香港各社會福利團體之間的合作。汲取參與香港社會福利事務的經驗，何瑾爵士夫人還與時任港督夫人戴麟趾爵士夫人率先提出設立一個「福利銀庫」的構思，認為香港如果有一個專門組織集中籌募各主要社會福利機構的經費來源，將能有效提昇香港整體的社會福利服務水平。「福利銀庫」的構思源於戴麟趾爵士夫人在美國家鄉有一所名為聯合勸募協會（United Way）的慈善機構，該協會以「統一籌款、統一撥款」為策略，從而啟發戴麟趾爵士夫人提出在香港設立類似的組織。
雖然「福利銀庫」的概念由戴麟趾爵士夫人提出，但這個構思經過何瑾爵士夫人深入研究、組織和四出遊說下，才得以成功爭取得唐炳源、馮秉芬爵士夫人、郝禮士爵士和孫秉樞博士等政商領袖和社會名流的支持，使構思不再是紙上談兵。經過一連串工作後，香港政府在1968年11月制定《香港公益金條例》，正式設立一個名為香港公益金的慈善團體，專門負責舉行籌募善款的活動。《香港公益金條例》在立法局二讀通過時，局內非官守議員簡悅強還特地向列席會議的何瑾爵士夫人致謝，以表揚她在設立公益金一事上所扮演的重要角色。
香港公益金設立後，即以唐炳源為首任會長，而何瑾爵士夫人等四位發起人則出任首任副會長，並由她擔任第四副會長。在眾人主持下，公益金在首屆籌款活動中一共從社會各界籌得多達600萬港元善款，用以資助香港64個社會福利機構。不久以後，唐炳源因公務繁重，在1969年卸任會長一職，由戴麟趾爵士夫人接任；到同年11月，何瑾爵士夫人因丈夫卸任首席按察司一職，也決定辭任公益金副會長，由李福和接任，但她即獲委任為公益金副贊助人，繼續在英國爭取海外人士對公益金的支持。為表彰她對香港公益金的貢獻，戴麟趾爵士夫人在她離港前特別在港督府舉行盛大的歡送派對，香港公益金後來更設立何瑾爵士夫人基金（Lady Hogan Fund），以作紀念。

### 晚年生涯
何瑾爵士夫人隨丈夫卸任香港首席按察司後返回英國，定居倫敦切爾西，但她的丈夫仍然兼任巴哈馬、百慕達、伯利茲和直布羅陀等地的上訴庭按察司，並在1970年至1984年間出任過汶萊、巴哈馬、百慕達、伯利茲和塞舌爾群島的上訴庭庭長，因此她仍不時隨丈夫出訪各地。
何瑾爵士在1984年卸任塞舌爾群島上訴庭庭長一職，正式從司法界退休，兩年後於1986年逝世。丈夫身故後，何瑾爵士夫人繼續於倫敦寓所渡過晚年，1995年4月6日於當地逝世，終年76歲。

## 個人生活
何瑾爵士夫人信奉羅馬天主教，1946年11月9日嫁給同樣信奉天主教的何瑾（1908年－1986年），婚禮在阿丁的汽船角（Steamer Point）海洋之星教堂（Star of the Sea Church）舉行。何瑾具愛爾蘭血統，父親提摩西·霍根（Timothy Hogan）曾在愛爾蘭擔任地政專員。何瑾爵士夫婦倆並沒有任何子女。在香港居住期間，何瑾爵士夫婦居於歌賦山道首席按察司官邸，兩人返回英國後則居於倫敦切爾西。

## 榮譽

### 殊勳
- 聖約翰官佐勳章（O.St.J[1]）

### 以她命名的事物
- 何瑾爵士夫人基金（Lady Hogan Fund）：香港公益金的其中一個永久基金。
- 何瑾爵士盃及何瑾爵士夫人盃：分別是香港聖約翰救傷隊設立的步操獎項和護理實務獎項，獎盃由何瑾爵士夫婦捐出。[10]

## 注腳
1. 1 2 3 4 5 6 7  Luzzatto (1960), p.125.
2. 1 2  Kelly's Handbook to the Titled, Landed and Official Classes (1969), p.1007.
3. 1 2 3 4 5 6 7 8  "Hogan, Sir Michael" (1996)
4. 1 2 3  "Obituary of Sir Michael Hogan" (29 September 1986)
5. ↑  "New O.A.G. to be Sworn-in Today" (13 October 1951)
6. ↑  "LADY GURNEY AT FUNERAL FILM" (11 October 1951)
7. ↑  "HOGAN FLIES THROUGH ON WAY TO HK" (20 August 1958)
8. ↑  〈何瑾爵士夫盛讚醫務衞生組成就〉（1966年8月9日）
9. ↑  Lee (1966), p.125.
10. 1 2  〈聖約翰救傷會見習護士學術賽〉（1966年5月22日）
11. ↑  〈社會服務聯會新聘主任來港〉（1964年9月2日）
12. 1 2 3  〈公益金能獲得成巧依賴各方合作支持，港督夫人感謝有關人士，昨日歡送何瑾爵士夫人〉（1969年12月21日）
13. 1 2 3  〈李福和繼何瑾夫人任香港公益金要職〉（1969年11月28日）
14. 1 2  〈公益金的誕生〉（造訪於2013年3月21日）
15. ↑  〈何瑾爵士夫人上電視講述香港公益金進行組織，快將成立〉（1968年7月16日）
16. 1 2  〈公益金委員會選出正副會長〉（1968年11月30日）
17. ↑  OFFICIAL REPORT OF PROCEEDINGS (23 October 1968), p.525.
18. 1 2  〈公益金同寅哀悼唐炳源〉（1971年6月20日）
19. ↑  〈港督夫人設招待會歡送何瑾爵士夫人〉（1969年12月20日）
20. ↑  "Issue 54818", London Gazette, 27 June 1997, p. 74.
21. ↑  Walker (1973), p.201.

### 中文資料
- 〈社會服務聯會新聘主任來港〉，《華僑日報》第一張第四頁，1964年9月2日。
- 〈聖約翰救傷會見習護士學術賽〉，《華僑日報》第三張第一頁，1966年5月22日。
- 〈何瑾爵士夫盛讚醫務衛生組成就〉，《華僑日報》第三張第一頁，1966年8月9日。
- 〈何瑾爵士夫人上電視講述香港公益金進行組織，快將成立〉，《華僑日報》第二張第三頁，1968年7月16日。
- 〈公益金委員會選出正副會長〉，《華僑日報》第三張第二頁，1968年11月30日。
- 〈李福和繼何瑾夫人任香港公益金要職〉，《華僑日報》第三張第二頁，1969年11月28日。
- 〈港督夫人設招待會歡送何瑾爵士夫人〉，《華僑日報》第三張第四頁，1969年12月20日。
- 〈公益金能獲得成巧依賴各方合作支持，港督夫人感謝有關人士，昨日歡送何瑾爵士夫人〉，《華僑日報》第二張第二頁，1969年12月21日。
- 〈公益金同寅哀悼唐炳源〉，《工商日報》第十二頁，1971年6月20日。
- 〈公益金的誕生〉。香港公益金，造訪於2013年3月21日。

### 英文資料
- "LADY GURNEY AT FUNERAL FILM", The Straits Times, 11 October 1951, p.7.
- "New O.A.G. to be Sworn-in Today （页面存档备份，存于）", The Straits Times, 13 October 1951, P.7.
- "HOGAN FLIES THROUGH ON WAY TO HK", The Straits Times, 20 August 1958, p.7.
- Luzzatto, Rola, Hong Kong Who's who: An Almanac of Personalities and Their History, 1958-1960. Hong Kong: Ye Olde Printers, 1960.
- Lee, P. C., Hongkong Album. Hong Kong: P. C. Lee, 1966.
- OFFICIAL REPORT OF PROCEEDINGS （页面存档备份，存于）. Hong Kong: Hong Kong Legislative Council, 23 October 1968.
- Kelly's Handbook to the Titled, Landed and Official Classes Vol 95. Kelly's Directories., 1969.
- Walker, Joseph, Hong Kong Who's who: An Almanac of Personalities and Their Comprehensive Histories. Hong Kong: Rola Luzzatto, 1973.
- "Obituary of Sir Michael Hogan", The Times, 29 September 1986.
- "Hogan, Sir Michael", Who was Who. London: A & C Black, 1996.

## 外部連結
- 公益金的誕生，香港公益金